# Plumwood
Plumwood é um lugar designado pelo censo localizado no condado de Madison no estado estadounidense de Ohio. No Censo de 2010 tinha uma população de 319 habitantes e uma densidade populacional de 198,02 pessoas por km².

## Geografia
Plumwood encontra-se localizado nas coordenadas 40° 00′ 32″ N, 83° 24′ 53″ O. Segundo o Departamento do Censo dos Estados Unidos, Plumwood tem uma superfície total de 1.61 km², da qual 1.61 km² correspondem a terra firme e (0%) 0 km² é água.

## Demografia
Segundo o censo de 2010, tinha 319 pessoas residindo em Plumwood. A densidade populacional era de 198,02 hab./km². Dos 319 habitantes, Plumwood estava composto pelo 96.87% brancos, 0% eram afroamericanos, 0% eram amerindios, 0.31% eram asiáticos, 0% eram insulares do Pacífico, 0% eram de outras raças e o 2.82% pertenciam a duas ou mais raças. Do total da população 1.25% eram hispanos ou latinos de qualquer raça.